# Мариупольский матч смерти
Мариупольский матч смерти — футбольный матч, сыгранный в оккупированном немцами Мариуполе 31 октября 1941 года между мариупольскими футболистами и солдатами танковых частей вермахта, захвативших город. Через некоторое время после этой игры ряд футболистов оказались в концентрационных лагерях, а некоторые были расстреляны (по легенде).
Футбольный матч, позже названный «Матчем смерти», состоялся на заводском стадионе в Ильичёвском районе на улице Стадионной. В настоящее время на этом месте остался только пустырь. Команда Мариуполя состояла из игроков «Ильичёвца» (так называлась городская довоенная команда Ильичёвского района, участвовавшая в чемпионате города), которые имели фронтовую бронь и не успели эвакуироваться на Урал.
Немцы играли очень жёстко. Хотя мариупольская команда была ослаблена, а судья был к ним излишне строг, мариупольцы выиграли со счётом 3:1.
Члены команды: Поповиченко, Судаков, Каракаш, Машкин, Шаповаленко, Ковалев, Чуриков, Зинченко и другие, фамилии которых остались неизвестны.